# گاگیک هواکیمیان
گاگیک مانوئلی هواکیمیان (ارمنی: Գագիկ Մանուելի Հովակիմյան؛ انگلیسی: Gagik Hovakimian؛ زاده 	۱۵ ژوئن ۱۹۱۲ - درگذشته ۹ مارس ۲۰۰۴)، سیاست‌مدار، روزنامه‌نگار، استاد دانشگاه ارمنی‌تبار اهل ایران بود. هواکیمیان نماینده ارمنیان مرکز و شمال در مجلس شورای ملی در دوره‌های بیست و دوم و بیست و سوم (۱۹۶۷-۱۹۷۵) بود.

## زندگی‌نامه
گاگیک هواکیمیان در ۱۵ ژوئن ۱۹۱۲ (۱۲۹۱ خورشیدی) در بابل به دنیا آمد. او، که اصالتاً از ارمنیان چهارمحال و بختیاری بود، پس از اتمام تحصیلات متوسطه، در مدارس ارمنیان تهران، عازم اروپا شد و در پاریس، در رشتهٔ داروسازی، تا اخذ مدرک دکترا به تحصیل پرداخت. پس از بازگشت به تهران، از ۱۹۳۸–۱۹۶۰، با درجهٔ پروفسوری در دانشگاه تهران به تدریس پرداخت و از ۱۹۶۴ به سمت ریاست بخش بیوشیمی انتخاب شد.
گاگیک هواکیمیان، که از لندن نیز درجهٔ دکترا داشت، در تهران آزمایشگاهی به نام فلمینگ تأسیس کرد. او همچنین پایه‌گذار مجلهٔ علمی سه زبانهٔ (فارسی، انگلیسی، فرانسه) آکتا بیوشیمیا (به انگلیسی: ACTA BIOCHIMI) بود. هواکیمیان به جز تألیف کتاب‌های درسی دانشگاهی، مقاله‌های علمی-تحقیقی بسیاری نیز نوشته است. او همچنین رئیس انجمن بیوشیمی ایران بود و در برخی از مؤسسات و فرهنگستان‌های علمی شماری از کشورهای اروپایی نیز عضویت داشت. هواکیمیان در دانشگاه‌های انگلستان و آمریکا تدریس می‌کرد و نمایندهٔ رسمی ایران در همایش‌های علمی چندین کشور اروپایی بود.
او طی سال‌های ۱۹۷۱–۱۹۷۴ (۱۳۵۰–۱۳۵۳) صاحب امتیاز و سردبیر ماهنامهٔ دو زبانهٔ فارسی-ارمنی «هور» ارمنی: Հուր بود. مجلهٔ فرهنگی-اجتماعی-تاریخی هور حاوی موضوعاتی ارزشمند همچون ترجمه‌هایی از ادبیات کلاسیک ارمنی بود و به روابط فرهنگی-اجتماعی ارمنیان و ایرانیان می‌پرداخت.
گاگیک هواکیمیان در سال ۱۹۸۰ از ایران مهاجرت کرد و در پاریس اقامت گزید اما در این سال‌ها، مکررا به ایران مسافرت می‌کرد. طی مسافرت‌هایش به ایران بارها در دانشگاه آزاد اسلامی واحد بابل، سخنرانی کرد و مفتخر به کسب لوح‌های افتخار شد. او همچنین در ۱۹۹۸ از دانشگاه پزشکی دولتی ایروان درجهٔ دکترا دریافت کرد.
گاگیک هواکیمیان، که در دو دوره، دورهٔ بیست و دوم و بیست و سوم مجلس شورای ملی، بین ۱۹۶۷–۱۹۷۵ (۱۳۴۶–۱۳۵۴)، نمایندهٔ ارمنیان شمال بود.
در ۹ مارس ۲۰۰۴ (۱۳۸۳)، در سن ۹۲ سالگی در پاریس درگذشت.

## انتخابات و رویدادها
گزیده‌هایی از مجلهٔ هور در مورد گاگیک هواکیمیان و موضوعات اجتماعی جامعهٔ ارمنیان
مجلهٔ هور در شمارهٔ اول خود، در تیر ۱۳۵۰ خورشیدی، طی مقاله‌ای تحت عنوان (رویدادهای جامعهٔ ارمنیان ایران در ماهی که گذشت) در مورد انتخابات نمایندگان چنین آورده است:
«در تاریخ ۱۸ تیر ماه انتخابات نمایندگان مجلسین شورا و سنا در سراسر کشور انجام شد و میلیون‌ها نفر از مردم کشور به پای صندوق‌های رأی رفته و به کاندیداهای سنا و مجلس شورای ملی رأی دادند. اقلیت ارمنیان ایران در این انتخابات شرکت و نمایندگان خود را انتخاب نمودند. ارمنیان تهران و شمال ایران برای انتخاب نمایندهٔ خود در شهرهای تهران، تبریز، رضائیه، مراغه، شاهپور، قزوین، رشت، بندر پهلوی، مشهد و گرگان به پای صندوق‌های رأی رفته و با علاقه‌مندی آرای خود را به هواکیمیان، کاندید حزب ایران نوین، دادند و در نتیجه، گاگیک هواکیمیان، با اخذ اکثریت آراء، به نمایندگی دورهٔ بیست و سوم قانون گذاری مجلس شورای ملی انتخاب گردیدند.
ضمناً، ارمنیان جنوب نیز، که در شهرهای اصفهان، آبادان، شیراز، اهواز، کرمانشاه و غیره سکنا دارند، نمایندهٔ خود را انتخاب و آقای سواک ساگینیان حائز اکثریت گردیده و انتخاب گردیدند.
در بین کاندیداهای مجلس سنا جنای آقای فلیکس آقایان نیز از اقلیت ارامنه از حوزهٔ انتخابیهٔ تهران به نمایندگی مجلس سنا انتخاب گردیدند».

تقدیر از خدمات علمی گاگیک هواکیمیان 
«در تاریخ ۲۴ اسفند ماه ۱۳۵۰ خورشیدی، در یک مهمانی سفارت کبرای فرانسه در تهران، با حضور جمعی از شخصیت‌های علمی مملکتی، مراسم اعطای نشان علمی، پالم آکادمیک، از طرف دولت فرانسه برای گاگیک هواکیمیان، استاد دانشگاه تهران و نمایندهٔ مجلس، برگزار شد.
در این مهمانی، اقبال، مدیر عامل شرکت نفت ایران، نهاوندی، ریاست دانشگاه تهران، آشتیانی، صالح، مفیدی و باغدیان و سفرای کبار سوئیس و واتیکان و اسقف آرداک مانوکیان، خلیفهٔ ارمنیان تهران، حضور داشتند.
دولت فرانسه به پاس قدردانی از خدمات علمی گاگیک هواکیمیان، که در سمت ریاست انجمن بیوشیمی ایران انجام داده، مورد توجه مقامات دانشگاهی فرانسه قرار گرفته است، ایشان را به دریافت یک قطعه نشان علمی مفتخر نمودند. مجلهٔ هور، ضمن عرض تبریک، موفقیت بیشتر گاگیک هواکیمیان را آرزو می‌نماید».
ملاقات گاگیک هواکیمیان با نخست وزیر
«گاگیک هواکیمیان، نمایندهٔ ارمنیان تهران و شمال، در ملاقاتی که روز چهارشنبه، ۱۲ دی ماه ۱۳۵۲، با نخست وزیر وقت نمود از نخست وقت دربارهٔ دو کلیسای تاریخی قره کلیسا و کلیسای استفانوس مقدس، که اولی در سیه چشمه ماکو و دیگری در بیست کیلومتری جلفای ارس واقع شده و در قرن‌های سوم و هفتم میلادی ساخته شده‌اند و از لحاظ تاریخی و آثار ملی گنجینه‌های ارزنده‌ای می‌باشند، تشکر نمودند که طبق دستورات سال قبل کمیسیونی از متخصصین یونسکو، دانشگاه تهران، سازمان برنامه و کمیتهٔ حفظ آثار ملی برای مرمت آن کلیسا مشغول فعالیت می‌باشند. ایشان همچنین از نخست وزیر خواستار آسفالت نمودن راه برای زائرانی که همه ساله این دو مکان مقدس را زیارت می‌کنند و ایجاد امکانات توریستی برای زائران اقدام نمایند».